# Атила Йожеф
Атила Йожеф (на унгарски: József Attila, 11 април 1905, Будапеща – 3 декември 1937, Балатонсарсо), една от най-известните фигури в унгарската поезия. Носител е (посмъртно) на наградите „Баумгартен“ и „Кошут“. Съдбата е жестока с него, като полусирак младостта му е съпроводена с отхвърляне и бруталност, а като възрастен е принуден да се сблъска с неразбиране. Точните обстоятелства около самоубийството му не са изяснени напълно.
Живее само трийсет и две години и все пак е една от най-значителните фигури в унгарската поезия. Социалистическата културна политика след 1945 г. го издига на пиедестал като напредничав пролетарски поет и чества паметта и творчеството му с почитта, дължима на най-големите. Като преводач Атила Йожеф се занимава със съвременната лирика на съседните народи, ценни са и преводите му на Франсоа Вийон.

## Биография
Атила Йожеф е шестото дете в семейство на работник във фабрика за сапун и перачка. Бащата изоставя семейството през 1908 година. През 1910 г. Лигата за закрила на детето го дава за отглеждане на селско семейство в Йочьод. През 1912 г. се връща в Будапеща.
Майка му умира от рак, след това болката е негов спътник през целия му живот. През 1920 г. се записва в гимназия „Мако“. През 1922 г. прави опит за самоубийство. Запознава се с Дюла Юхас, с неговата помощ и предговор публикува първата си стихосбирка „Просяк на красота“. През 1924 г. е приет в Сегедския университет със специалности унгарска и френска филология, но е изключен заради стихотворението си „С чисто сърце“. През есента на 1925 г. поетът заминава за Виена, а от 1926 г. до 1927 г. учи френска литература в „Сорбоната“, там става член на анархистко-комунистическия съюз. Връща се в Унгария през същата година. За кратко учи в Сегедския университет.
През 1930 г. става член на Унгарската комунистическа партия. През 1932 г. заедно с Дюла Ийеш и Лайош Симонидес пише памфлет срещу смъртното наказание.
Става един от редакторите на списание „Szép Szó“. Получава помощ, а после и награда от Фондация „Баумгартен“ (1935, 1936). Сборникът му „Много боли“ не донася очакваното признание. През 1938 г. получава посмъртно награда „Баумгартен“. Тогава получава и истинско признание. През 1948 г. творчеството му е отличено с наградата „Кошут“.

### Смърт
Вече се свечерява, когато на гарата на Балатонсарсо (село на брега на езерото Балатон) поетът се промушва под бариерата на прелеза. На линията е спрял товарен влак. Влакът обаче тръгва, свръзката между вагоните го удря тежко по главата, разбива черепа му, Атила Йожеф пада на релсите, влакът откъсва дясната му ръка. Според отделни мнения това е самоубийство, други го оспорват. Въпросът и до ден днешен не е разрешен, но това не е и необходимо предвид състоянието на поета, тежкото му психично заболяване.

## Поезия
Негови произведения са:
- „Просяк на красота“ (1922)
- „Не аз крещя“ (1925)
- „Нямам татко, нито майка“ (1929)
- „Срини капитала, не хленчи“ (1931)
- „Нощ в покрайнините“ (1932)
- „Мечи танц“ (1934)
- „Много боли!“ (1936).

Посмъртно негови творби са издавани през 1938, 1940, 1958, 1967, 1973 г. Стиховете му са преведени на 26 езика, включително и на български.